# Gioia
För andra betydelser, se Gioia (olika betydelser).
Gioia är det femte studioalbumet av den italienska musikgruppen Modà. Det gavs ut den 14 februari 2013 och innehåller 12 låtar.

## Låtlista
| Nr  | Titel                        | Längd |
| --- | ---------------------------- | ----- |
| 1.  | Gioia                        | 3:47  |
| 2.  | Quando arrivano i suoi occhi | 3:30  |
| 3.  | Bellissimo                   | 3:33  |
| 4.  | Dove è sempre sole           | 3:48  |
| 5.  | Come in un film              | 3:53  |
| 6.  | Non è mai abbastanza         | 3:48  |
| 7.  | Dimmelo                      | 3:27  |
| 8.  | Paura di volare              | 4:34  |
| 9.  | Come l'acqua dentro il mare  | 3:21  |
| 10. | La sua bellezza              | 3:21  |
| 11. | Se si potesse non morire     | 4:08  |
| 12. | A laura                      | 3:04  |

## Listplaceringar
| Lista               | Topplacering |
| ------------------- | ------------ |
| Belgien (Vallonien) | 118          |
| Italien             | 1            |